# Fernando Amaro
Fernando Amaro de Miranda (Paranaguá, 24 de junho de 1831 - Morretes, 15 de novembro de 1857) foi um poeta e teatrólogo brasileiro, patrono da cadeira nº 5 da Academia Paranaense de Letras. É considerado, cronologicamente, o primeiro poeta paranaense.

## Biografia
Filho de Antônio Dionizio Miranda e Ana Rosa de Miranda, nasceu na cidade litorânea de Paranaguá e mudou-se para Morretes, onde viveu a maior parte da vida.
Dedicou-se ao comércio e trabalhou como guarda-livros, porém, era insaciável leitor de poesias, desenvolvendo dotes poéticos. Seus exercícios poéticos foram editados em jornais, folhetins e almanaques de Paranaguá e de Curitiba (alguns post-mortem), como o "Dezenove de Dezembro", "Almanack do Paraná", "Almanaque da Câmara Municipal de Paranaguá", "O Sapo", "O Itiberê", "Álbum do Paraná" e "Sonetos Paranaenses".
Seu único livro, publicado post-mortem, foi lançado em 1901 sob o título "Versos". Também escreveu "Pulsações de Minh'alma", mas o livro nunca foi publicado.
Também escreveu peças teatrais, entre as quais "Ialmar", "Triunfo dos Agredidos" e "Alboim".

## Morte
Morreu no dia 15 de novembro de 1857 em decorrência de uma "congestão cerebral" (conforme notícia publicada em 16 de novembro no jornal O Dezenove de Dezembro). Foi sepultado no dia seguinte, no cemitério ao lado da Igreja Matriz de Morretes.